# 科尔沁右翼前旗
46°02′55″N 122°04′50″E / 46.04861°N 122.08056°E
科尔沁右翼前旗是中華人民共和國內蒙古自治區興安盟轄下的一個旗，简称科右前旗。位于内蒙古东北部，地处大兴安岭南麓科尔沁草原腹地。总面积18536平方公里，治所与乌兰浩特（兴安盟首府所在地）同在一地。

## 沿革
“科尔沁”源自蒙古语，意为“带弓箭的人”。明末属科尔沁部。清崇德元年（1636年）置科尔沁右翼前旗，俗称扎萨克图旗，治王爷庙（今乌兰浩特市），会盟在哲里木盟。清末汉民放垦旗内土地，後开始实行蒙汉分治，光绪三十年（1904年）在旗内双流镇（今吉林省洮南市）置洮南府，属奉天将军。1932年3月，满洲国取消哲里木盟建置，并将科尔沁右翼前旗更名为西科前旗，隶属兴安南分省。1947年析出王爷庙，设乌兰浩特市，为内蒙古自治政府驻地。1947年索伦县（又称喜扎嘎尔旗）并入。1980年起属兴安盟。

## 地理
科尔沁右翼前旗位于内蒙古自治区东北部，大兴安岭南麓。东邻本盟扎赉特旗，南接吉林省白城市，西连锡林郭勒盟东乌珠穆沁旗，北靠阿尔山市，西北与蒙古国接壤。有国境线32.5公里，是内蒙古自治区19个边境旗县之一。
地势自西北向东南渐低，以显著的低山、浅山、丘陵、河谷冲积平原四种地貌类型组成。
属温带大陆性季风气候，四季分明。

## 人口
2017年，总人口為59万。
根據第七次人口普查數據，截至2020年11月1日零時，科爾沁右翼前旗常住人口為285392人。
截至2021年末，科爾沁右翼前旗户籍總人口為331668人。

## 行政区划
科尔沁右翼前旗下辖9个镇、1个乡、1个民族乡、3个苏木：
科尔沁镇、索伦镇、德伯斯镇、大石寨镇、归流河镇、居力很镇、察尔森镇、额尔格图镇、俄体镇、满族屯满族乡、乌兰毛都苏木、阿力得尔苏木、巴日嘎斯台乡、桃合木苏木、跃进马场、索伦牧场、阿力得尔牧场、公主陵牧场和绿水种畜场。

## 交通
- 公路： 111国道、 302国道、 202区道
- 铁路：白阿铁路
- 航班：临近乌兰浩特机场

## 经济
科尔沁右翼前旗發展畜牧業，蒙人為主的游牧事業極為盛行。不過漢人移民漸多的該旗，近年發展精緻科技農業，農產特產為真絲美麗綢、木耳、蘑菇與蕨菜。

## 旅游资源
- 草原：乌兰毛都草原、勿布林草原、桃合木草原、满族屯草原
- 森林：察尔森森林公园
- 水库：察尔森水库、永丰水库、巴拉格歹水库、俄体水库、齐心水库、古迹水库。
- 古迹：金界壕、索伦乌敦南山古文字、古迹乡马蹄印
- 乌兰夫办公旧址、苏联红军纪念塔、索伦惨案烈士碑、巴拉格歹惨案烈士墓、好仁侵华日军飞机场遗址、察尔森中村事件遗址

## 特产
归流河酒：中国地理标志产品。